# Kanuni
Kanuni – ультраглибоководне бурове судно. Стало третім турецьким буровим судном.

## Загальні відомості
Судно спорудили як Sertao в 2012 році на південнокорейській верфі Samsung Shipbuilding & Heavy Industries в Кодже на замовлення бразильської компанії Schahin Petroleum Gas. 
Судно розраховане на роботу в районах з глибинами моря до 3048 метрів. Воно воно може бурити свердловини довжиною до 12,2 км, що забезпечує бурова установка National Oilwell Varco SSGD-1000 потужністю 5800 к.с. Судно використовує систему динамічного позиціонування Kongsberg DP-3.
Силова установка складається з шести дизельних двигунів STX-MAN 14V32/40 із генераторами потужністю по 6,8 МВт.
На борту забезпечується проживання до 140 осіб.
Доставка людей та вантажів може здійснюватись за допомогою майданчику для гелікоптерів, здатного приймати машини типу Boeiing-Vertol 234 (Chinook) вагою до 21,3 тони.

## Служба судна
Після спорудження Sertao узялось за роботи за контрактом із Petrobras на бразильському гігантському нафтовому родовищі Лібра. Втім, це завдання було перерване банкрутством власника навесні 2015 року, після чого Petrobras у травні розірвала контракт на буріння кількох свердловин. 
В листопаді 2015-го Sertao перейшло до британського Тіссайду, де перебувало під арештом. У березні 2019-го судно, яке на той час ідентифікували як NS37/Sertao, перевели до валлійського Порт-Толбот.

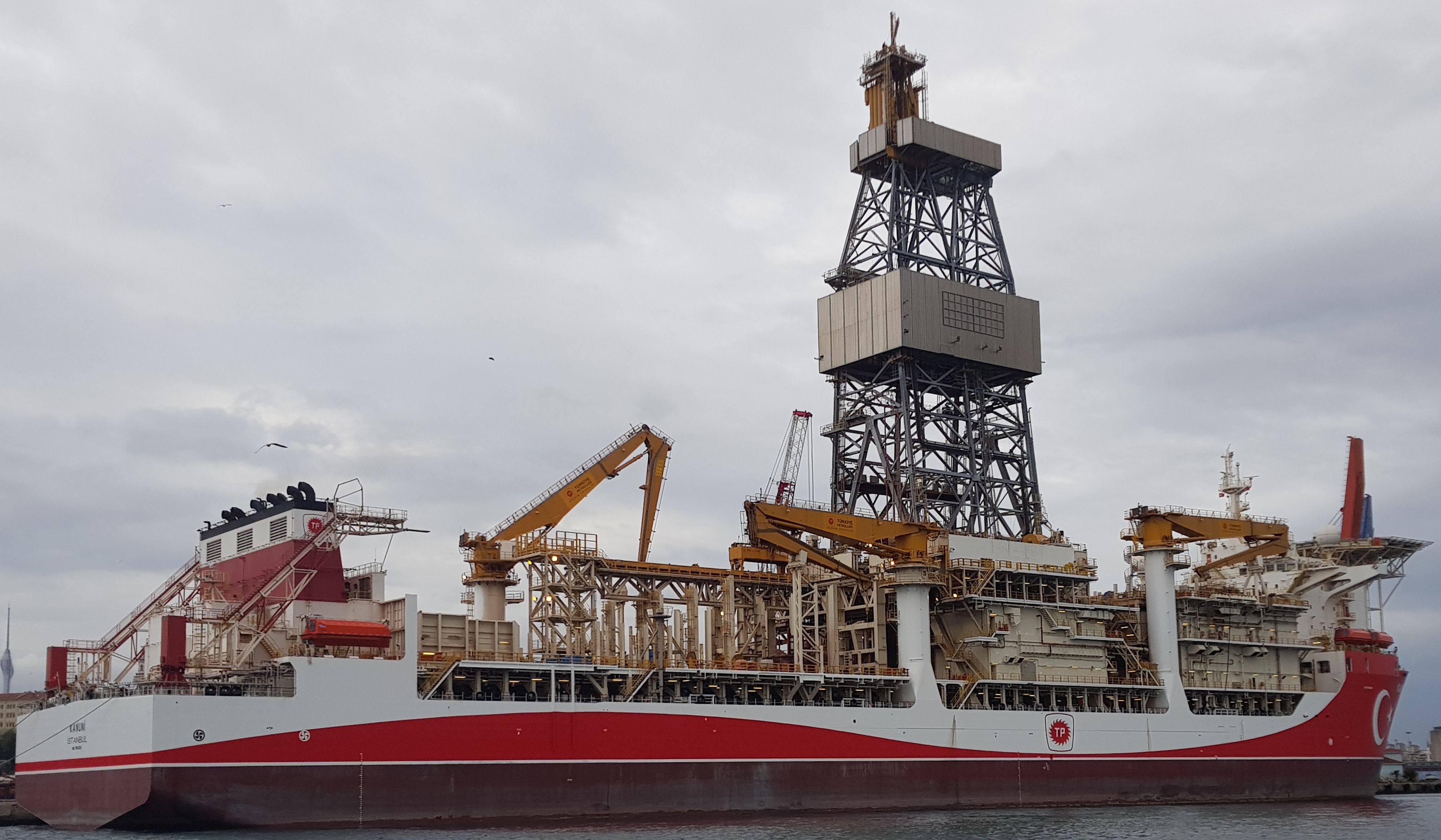

Нарешті, в 2020-му судно придбала турецька нафтогазова компанія Türkiye Petrolleri Anonim Ortaklığı (TPAO), яка перейменувала його у Kanuni. Спершу судно пройшло в Мерсіні певне переобладнання, а у листопаді Kanuni перевели до Чорного моря, для чого в порту Гайдарпаша з нього демонтували бурову вежу, що дозволяло пройти під стамбульськими мостами. Далі судно прибуло до чорноморського порту Filyos, де мали змонтувати вежу назад.
У травні 2021-го Kanuni узялось за роботи з тестування свердловин на гігантському газовому родовищі Сакар’я, відкритому в попередньому році буровим судном Fatih. Спершу Kanuni працювало на оціночній свердловині Turkali-1, а в липні узялось за роботи на Turkali-2 (ці свердловини кількома місяцями раніше спорудило, але не тестувало, тільки-но згадане Fatih, яке у другій половині 2021-го продовжило цю серію бурінням Turkali-3, -4, -5 та -6).